# Wołodymyr Biedny
Wołodymyr Anatolijowycz Biedny, ukr. Володимир Анатолійович Бєдний, ros. Владимир Анатольевич Бедный, Władimir Anatoljewicz Biedny (ur. 6 września 1968 w Ługańsku) – ukraiński piłkarz, grający na pozycji obrońcy lub pomocnika.

## Kariera piłkarska

### Kariera klubowa
Wychowanek Szkoły Sportowej Rezerw Olimpijskich Zoria Woroszyłowgrad, w barwach której rozpoczął karierę piłkarską w roku 1985. Po pół roku został zaproszony do Dnipra Dniepropetrowsk. Nie rozegrał żadnego meczu i w 1986 odszedł do Szachtara Donieck. Latem 1987 przeszedł do Dynama Kijów, jednak nie potrafił przebić się do podstawowego składu i na początku 1989 wrócił do Szachtara. Również w Szachtarze nie zagrał żadnego meczu i w 1990 roku powrócił do Zorii Woroszyłowgrad, który potem zmienił nazwę na Zoria-MAŁS Ługańsk. W listopadzie 1994 został piłkarzem Dynama Ługańsk. Podczas przerwy zimowej sezonu 1994/95 przeniósł się do Chimika Siewierodonieck. Latem 1995 podpisał kontrakt z klubem Prometej Dnieprodzierżyńsk. Na początku 1996 zasilił skład Drużby Berdiańsk, w której po pół roku zakończył karierę piłkarską w związku z częstymi kontuzjami.

### Kariera reprezentacyjna
Wcześniej bronił barw juniorskiej i młodzieżowej reprezentacji ZSRR.
W 1985 zdobył złote medale w składzie radzieckiej Sbornej U-16 na Mistrzostwach Europy U-16.

## Sukcesy i odznaczenia

### Sukcesy reprezentacyjne
- mistrz Europy U-16: 1985